# Rostislav Křivánek
Rostislav Křivánek (* 31. října 1959 Děčín) je český spisovatel, dramatik, básník, libretista a novinář.

## Život
Až do svých osmnácti let žil v rodném Děčíně, kde studoval gymnázium a po celé studium stál v čele děčínské pobočky Hudební mládeže. Tady také debutoval v oblasti dramatické literatury prvotinou Chopin v Děčíně, kterou se spolužáky nastudoval pro Městskou knihovnu Děčín. V letech 1978–1982 studoval na divadelní fakultě Akademie múzických umění v Praze obor Organizace a řízení divadel a kulturních zařízení. Po absolutoriu se stal provozním ředitelem divadelní scény DAMU Disk. Tady začal spolupracovat s tehdejším studentem režie Zbyňkem Srbou, pro kterého autorsky upravil hru Carlo Gozziho Král jelenem a napsal pro ni texty písní. Jejich zhudebnění se ujal čerstvý absolvent práv JUDr. Vladimír Franz. Roku 1985 tak začala spolupráce Rostislava Křivánka s Vladimírem Franzem, která trvá dodnes. K textu hry se s režisérem Srbou a hudebníkem Franzem později vrátili ještě v roce 1992, kdy Krále jelenem inscenovali v pražském divadle ABC.
Z Disku Křivánek odešel v roce 1986 do svobodného povolání, aby s většinou absolventského ročníku DAMU, který odešel do angažmá v mosteckém divadle, spolupracoval jako dramaturg na dnes již legendárních inscenacích Filozofská historie a Cirkus Humberto (režie opět Zbyněk Srba, hudba opět Vladimír Franz). Zároveň pro soubor psal hru Masopust, kterou se ale nepodařilo realizovat. Vedle toho objížděl česká divadla a kulturní zařízení s agenturní verzí Králem jelenem jako zvukař, osvětlovač i herec. Do tohoto období patří i jeho kabaretní féerie Bedekr aneb Pozdvižení ve zdviži (1989; opět s Franzovou hudbou), kterou i režíroval.
V roce 1987 nastoupil jako reportér do kulturního časopisu pro mládež Pionýr. Když se o dva roky později změnila společenská situace, stal se šéfredaktorem časopisu, jehož název se změnil na FILIP (= Film–Literatura–Písničky). Pro neshody s vedením vydavatelství Mladá Fronta odchází pak s celou redakcí počátkem roku 1991 do soukromého vydavatelství Prostor, kde časopis pokračuje pod názvem FILIP pro -náctileté. V tomto období Křivánek zároveň režíroval Sartrovu hru S vyloučením veřejnosti v pražském Divadle v Řeznické (1990).
V roce 1993 Křivánek odešel z redakce a začal působit v hudebním vydavatelství POPRON, nejprve jako label manager Warner Music a později jako umělecký ředitel celého vydavatelství. V té době napsal se svým kolegou z POPRONu, Vladimírem Krocem, dvě biografické knihy – Pavol Habera In flagranti (1992) a Wanastowi Vjecy Divnoknížka (1993).
Výrazným zlomem byl rok 1997, kdy Křivánek odešel pracovat do oblasti reklamní komunikace. Nastoupil jako copywriter do agentury BBK, aby se tu po půl roce stal kreativním ředitelem a v této funkci setrval i po fúzi agentury s nadnárodní reklamní firmou Ogilvy&Mather, a to až do roku 2008, kdy opět odešel do svobodného povolání, v němž setrvává.
Postupně se začal zaměřovat na oblast turistického ruchu, psal knihy (Českosaské Švýcarsko – turistický portrét; Tři příběhy – tři fenomény města Dubí; Příběh hrdého města Jirkova; Krupka – cesta časem; Brána do Čech očima slavných; Krásy Brány do Čech), průvodce (Českosaské Švýcarsko pro rodiny s dětmi; Lužické a Žitavské hory – neobjevený klenot pohraničí) a časopisy s výhradním autorstvím textů (Zážitky v Českosaském Švýcarsku; Cestovní deník; Brána), založil a psal facebookový časopis Krása, kam se podíváš – Toulky s Rosťou Křivánkem, do nějž pořizoval i fotografie. Psal také brožury pro Českou centrálu cestovního ruchu – CzechTourism (Barokní Česko všemi smysly; Česko, země strhujících příběhů; Cestujte za příběhy v Česku; Lázně v České republice; Průvodce po barokním Česku; Města, brány do regionů; Průvodce českým stoletím; Cestujte za příběhy) a mnohé další.
Od konce 90. let 20. století byl aktivní i jako dramatik. V roce 1999 měla v Městském divadle ve Zlíně premiéru jeho hra Júdit a o rok později pak v Západočeském divadle v Chebu hra Rút – obě v režii Věry Herajtové. V Chebu byl v režii Zdeňka Bartoše inscenován i jeho muzikál pro děti Stvoření světa, který se v příhraničí hrál také v německé verzi. Se souborem Šrapnel Křivánek režíroval v Žižkovském divadle hru Daniela Bartka a Tomáše Belka Smrad z Elsinoru a zahál si tu i roli Polonia. Na stejném jevišti se hrála i další inscenace Šrapnelu, dílo Tomáše Belka Tělocvikář, opět v režii a za herecké účasti Křivánka. Uvedení se dočkaly i Křivánkovy hříčky pro nejmenší Beruščina detektivní kancelář a Kouzelná noc.
Pro Křivánka je zcela zásadní dlouholetá spolupráce s výtvarníkem a skladatelem Vladimírem Franzem. Franz je autorem hudby k Júdit i Rút, Křivánek zase vytvořil libreta pro Franzovo oratorium Ludus Danielis a následně i stejnojmennou operu, Franzovy opery Údolí suchých kostí a Válka s mloky (vše pražské Národní divadlo), pro kapesní oratorium Prezidentská volba, a napsal písňové texty pro Franzův balet Zlatovláska (pražské Národní divadlo). Pro režiséra Ondřeje Havelku, s nímž spolupracoval už na Zlatovlásce, napsal text pašijové hry, která se stala součástí filmu Hastrman (2018).
V oblasti volné literární tvorby vydal Křivánek v roce 2009 hned dvě knihy. První je román Země strašidel (ilustrace Vladimír Franz), který později spolu s režisérem Jiřím Hanychem adaptoval na filmový scénář. Druhou knihou je sbírka básní pro děti Uspávačky skřítka Zamhouřílka. Dále napsal Adventní pohádky, které v období Adventu četl po školách a klubech, věnoval se i sbírání a beletrizaci pověstí, především z Českého Švýcarska a Českého nizozemí. Spolu s kreslířem a divadelníkem Petrem Heroldem objížděl české školy s pořadem Poetická dílna, který tematicky vychází z Křivánkových Uspávaček. Ve druhé polovine desátých let 21. století se prosadil i svými fotografiemi, o čemž svědčí například básnická sbírka Jany Koderové Květy jinovatky (2017), která se opírá o jeho černobílé snímky.

## Umělecká činnost

### Poezie
- Půjčka od Mefista – básnická sbírka, Praha 1996, nákladem vlastním
- Uspávačky skřítka Zamhouřílka – sbírka básní pro děti (Brno, Barrister & Principal, 2009)
- Farský kalendář – básnická sbírka, Kmetiněves 2017, nákladem vlastním

### Próza
- Země strašidel – román (Brno, Barrister & Principal, 2009)

### Divadlo
- Masopust – drama, nerealizováno, 1987
- Júdit – drama, režie Věra Herajtová, MD Zlín, 1999
- Rút – drama, režie Věra Herajtová, Západočeské divadlo Cheb, 2000
- Stvoření světa – muzikál pro děti, hudba Jindřich Skopec, režie Zdeněk Bartoš, Západočeské divadlo Cheb, 2004 a v novém nastudování 2009
- Beruščina detektivní kancelář – hra pro děti, režie Ivana Huspeková, Divadlo D 21 Praha 2005

### Libreta
- Ludus Danielis – oratorní libreto, hudba Vladimír Franz, pražské realizace kostel sv. Klimenta 1987; kostel sv. Mikuláše 1989
- Ludus Danielis – operní libreto, hudba Vladimír Franz, nerealizováno 2000
- Zlatovláska – texty písní k baletu, hudba Vladimír Franz, režie Ondřej Havelka, Národní divadlo 2006
- Údolí suchých kostí – operní libreto, hudba Vladimír Franz, režie Linda Keprtová, pražská realizace centrum Křižovatka 2009
- Válka s mloky – operní libreto, hudba Vladimír Franz, režie David Drábek, Národní divadlo 2013
- Prezidentská volba – oratorní libreto, hudba Vladimír Franz, premiéra Bohemia Cantat 2014